# Степано-Кринка
Степа́но-Кри́нка — село Іловайської міської громади Донецького району Донецької області, Україна.

## Географія
Знаходиться на березі річки Кринка, в місці впадіння в неї річки Орлівка. Відстань до райцентру становить близько 22 км та проходить автошляхом місцевого значення.
Землі села межують із територією смт Покровка та Троїцько-Харцизьк Харцизької міської ради Донецької області.
Неподалік від села розташований лісовий заказник загальнодержавного значення «Бердянський»
Унаслідок російської військової агресії із серпня 2014 р. Степано-Кринка перебуває на тимчасово окупованій території.
Село постраждало внаслідок геноциду українського народу, вчиненого урядом СРСР у 1932—1933 роках, кількість встановлених жертв — 52 людей.

## Населення

### Мова
Розподіл населення за рідною мовою за даними перепису 2001 року:
| Мова            | Кількість | Відсоток |
| --------------- | --------- | -------- |
| українська      | 884       | 92.95%   |
| російська       | 63        | 6.62%    |
| білоруська      | 1         | 0.11%    |
| інші/не вказали | 3         | 0.32%    |
| Усього          | 951       | 100%     |

За даними перепису 2001 року населення села становило 951 особу, з них 92,95 % зазначили рідною мову українську, 6,62 % — російську та 0,11 % — білоруську мову.